# Spongilla mucronata
Spongilla mucronata är en svampdjursart som beskrevs av Topsent 1932. Spongilla mucronata ingår i släktet Spongilla och familjen Spongillidae.
Artens utbredningsområde är havet utanför Sudan. Inga underarter finns listade i Catalogue of Life.